# Bedrijventerrein De Herven
Bedrijventerrein De Herven is een wijk (52 ha en 60 inwoners) en bedrijventerrein (130 ha en 60 inwoners) in 's-Hertogenbosch, in de Nederlandse provincie Noord-Brabant. De wijk is gesitueerd ten westen van de A2. De wijk is gelegen in stadsdeel Noord.
Op het bedrijventerrein zijn vooral autodealers gevestigd. Ook is er een woonboulevard gevestigd. Het Kantoor van de Toekomst staat ook op het bedrijventerrein. Het bedrijventerrein is te bereiken via aansluiting Rosmalen-West van de A2/A59.